# Nocturnos, op. 37

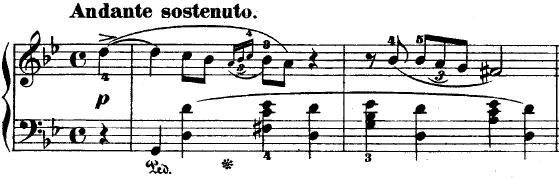
Primeros compases del Nocturno, op. 37, n.° 1.

Los Nocturnos, op. 37 son un conjunto de dos nocturnos para piano solo, escritos y publicados por Frédéric Chopin en 1840, aunque se cree que el Nocturno en sol mayor, op. 37, n.° 2 fue compuesto en 1839, en la época de su estancia con George Sand en Mallorca. Inusualmente, ninguna pieza lleva dedicatoria.
Este conjunto de nocturnos se consideró originalmente como uno de los mejores, pero su popularidad disminuyó lentamente en el siglo XX. Blair Johnson sostiene, sin embargo, que las piezas siguen siendo "especímenes maravillosos, siendo algo así como un híbrido entre el Opus 27 más dramático y las texturas y estados de ánimo mucho más simples del Opus 32." Robert Schumann comentó que eran "de ese tipo más noble bajo el cual la idealidad poética brilla con mayor transparencia." Schumann también dijo que "los dos nocturnos se diferencian de los anteriores principalmente por una mayor simplicidad de decoración y una gracia más tranquila."
Gustav Barth comentó que los nocturnos de Chopin son signos definitivos de "progreso" en comparación con los nocturnos originales de John Field, aunque las mejoras son "en su mayor parte solo en la técnica." Sin embargo, David Dubal siente que las piezas "se describen más acertadamente como baladas en miniatura."

## N.° 1, en sol menor
El Nocturno en sol menor está marcado inicialmente como andante sostenuto y está en compás de 4
4. En el compás 41, la tonalidad cambia a mi♭ mayor y vuelve a sol menor en el compás 67. La pieza tiene un total de 91 compases de largo, terminando en una tercera picardía, y está en forma ternaria. Uno de los alumnos de Chopin afirmó una vez que el propio Chopin se olvidó de marcar el aumento de tempo para el coral, lo que llevó a que la sección se tocara demasiado lentamente.

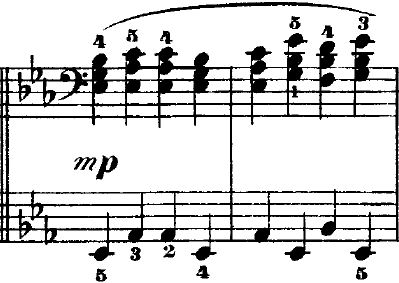
Sección central similar a un coral en el pus 37 n.° 1.

James Friskin comentó que el nocturno es "uno de los nocturnos más simples" y es similar al Nocturno en sol menor, op. 15, n.° 3 en el sentido de que "tiene pasajes de acordes en legato similares en la sección de contraste", aunque este nocturno "tiene una línea melódica más ornamental." Dubal también coincidió en que el nocturno es "de menor importancia." Los críticos, sin embargo, a menudo han señalado la posible alusión a la religión en la sección central. Maurycy Karasowski comentó que la sección central tiene "una atmósfera de iglesia en los acordes." Johnson también pensó que los acordes eran "como un coral" y comentó que "algunos biógrafos han sentido que esta música representaba la fe de Chopin en el poder consolador de la religión."

## N.° 2, en sol mayor

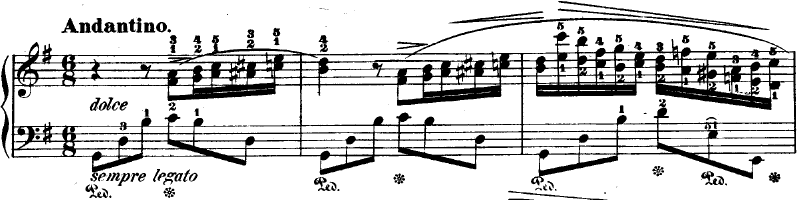
Compases iniciales del Nocturno, op. 37, n.° 2

El Nocturno en sol mayor está marcado inicialmente como andantino y está en compás de 6
8, permaneciendo así en los 139 compases de la peza. Está escrito al estilo de una barcarola veneciana, que, según Dubal, está engendrada por las "terceras y sextas eufónicas" del tema principal. Huneker comentó que "los pianistas suelen tomar la primera parte demasiado rápido, la segunda demasiado lento" y tocan la pieza como un estudio. Friskin comentó que las sextas "requieren cuidado para lograr la uniformidad del control del tono." La pieza tiene la estructura A–B–A–B–A, algo inusual para un nocturno de Chopin. La melodía en terceras y sextas es igualmente inusual, todos los demás nocturnos de Chopin se abren con melodías de una sola voz.

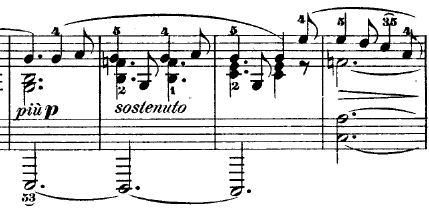
Tema secundario del Nocturno opus 37 n.° 2

El nocturno ha sido celebrado como poseedor de una de las melodías más bellas que jamás haya compuesto Chopin. Tanto Karasowski como Huneker estuvieron de acuerdo con esta evaluación; Karasowski afirmó que "uno nunca puede escuchar [el nocturno] sin una sensación de la más profunda emoción y felicidad", y Huneker comentó que el nocturno fue "pintado con el pincel más etéreo de Chopin." Frederick Niecks también pensó que la pieza tenía "una hermosa sensualidad; es deliciosa, suave, redondeada y no sin cierto grado de languidez." Para Blair Johnson, el tema es "ciertamente una encarnación musical de la doctrina de 'menos es más'." Johnson también comentó que "algo del cálido clima mediterráneo se deslizó en la pluma del compositor", en referencia a la estancia de Chopin en la isla de Mallorca. Niecks también dijo que el nocturno "hechiza y deshumaniza", señalando la antigua opinión popular de que la música de Chopin podía actuar como afrodisíaco. De manera similar, Louis Kentner dijo una vez, en referencia a este nocturno, que los nocturnos no deberían "sufrir una degradación crítica porque las señoritas sentimentales los usaron, en días lejanos, para consolar su libido reprimida."